# Refugi del Molí
El Refugi del Molí és una obra d'Arnes (Terra Alta) inclosa a l'Inventari del Patrimoni Arquitectònic de Catalunya.

## Descripció
Edificació a la sortida del poble, amb planta baixa i pis, construïda amb pedra seca i carreus a les cantonades. Les llindes són de fusta a les finestres i arc rebaixat de pedra a la porta. Coberta a dues aigües de teula àrab amb un porxo també cobert amb aquest tipus de teulat, que cobreix l'accés.
La utilització original era de molí d'oli, però actualment és de propietat municipal i acull una exposició permanent d'estris agrícoles i maquinària del molí tradicional que ja no s'empren actualment.